# Marina Nichișenco
Marina Nichișenco (* 28. Juni 1986 in Ordschonikidse, Nordossetische ASSR, Sowjetunion als Marina Soslanowna Margijewa; russisch Марина Сослановна Маргиева) ist eine ehemalige moldauische Leichtathletin, die sich auf den Hammerwurf spezialisiert hat. Auch ihre jüngeren Geschwister Zalina und Serghei waren als Hammerwerfer aktiv.

## Sportliche Laufbahn
Erste internationale Erfahrungen sammelte Marina Nichișenco im Jahr 2005, als sie bei den Junioreneuropameisterschaften in Kaunas mit einer Weite von 53,87 m in der Qualifikationsrunde ausschied. Im Jahr darauf gewann sie bei den Balkan-Juniorenmeisterschaften in Tripoli mit 61,95 m die Silbermedaille und 2007 verpasste sie bei den U23-Europameisterschaften in Debrecen mit 57,95 m den Finaleinzug. Anschließend gelangte sie bei der Sommer-Universiade in Bangkok mit 58,66 m auf Rang 15. Im Jahr darauf nahm sie erstmals an den Olympischen Sommerspielen in Peking teil und schied dort mit 62,12 m in der Vorrunde aus. 2009 belegte sie bei den Studentenweltspielen in Belgrad mit 68,10 m den siebten Platz und anschließend verpasste sie bei den Weltmeisterschaften in Berlin mit 64,83 m den Finaleinzug. Zudem gelangte sie beim IAAF World Athletics Final in Thessaloniki mit 65,29 m auf Rang sechs. 2010 wurde sie bei den Europameisterschaften in Barcelona mit 70,77 m Fünfte und im Jahr darauf gelangte sie bei der Sommer-Universiade in Shenzhen mit 65,83 m auf Rang sieben. Anschließend schied sie bei den Weltmeisterschaften in Daegu mit 67,95 m in der Vorrunde aus. 2012 verpasste sie bei den Europameisterschaften in Helsinki mit 65,44 m den Finaleinzug. Daraufhin sollte sie erneut an den Olympischen Sommerspielen in London teilnehmen. Jedoch wurde ihre Nominierung vom Nationalen Olympischen Komitee aufgrund einer positiven Dopingprobe auf Stanozolol zurückgezogen und Nichișenco mit einer zweijährigen Sperre belegt.
2014 gewann sie bei den Balkan-Meisterschaften in Pitești mit 60,68 m die Silbermedaille hinter der Rumänin Bianca Ghelber. Im Jahr darauf wurde sie bei der 3. Liga der Team-Europameisterschaft im Rahmen der Europaspiele in Baku mit 65,08 m Dritte und anschließend gewann sie bei den Balkan-Meisterschaften in Pitești mit 69,38 m die Bronzemedaille hinter ihrer Schwester Zalina Marghieva und Kıvılcım Kaya aus der Türkei. Daraufhin schied sie bei den Weltmeisterschaften in Peking mit einer Weite von 66,63 m in der Qualifikationsrunde aus. 2016 gewann sie bei den Balkan-Meisterschaften in Pitești mit 69,25 m die Silbermedaille hinter ihrer Schwester Zalina und anschließend verpasste sie bei den Europameisterschaften in Amsterdam mit 67,76 m den Finaleinzug. Daraufhin nahm sie erneut an den Olympischen Sommerspielen in Rio de Janeiro teil und kam dort mit 65,19 m nicht über die Vorrunde hinaus. Im Jahr darauf gewann sie bei den Balkan-Meisterschaften in Novi Pazar mit 64,61 m die Bronzemedaille hinter ihrer Schwester Zalina und Tuğçe Şahutoğlu aus der Türkei. Anschließend schied sie bei den Weltmeisterschaften in London mit 64,63 m in der Vorrunde aus. 2018 belegte sie bei den Balkan-Meisterschaften in Stara Sagora mit 63,34 m den sechsten Platz und anschließend verpasste sie bei den Europameisterschaften in Berlin mit 64,37 m den Finaleinzug. In den folgenden Jahren bis 2021 bestritt sie nur noch vereinzelt Wettkämpfe, ehe sie ihre aktive Karriere im Alter von 35 Jahren beendete.
In den Jahren 2008, 2009 und 2015 wurde Nichișenco moldauische Meisterin im Hammerwurf.